# Moyock
Moyock – jednostka osadnicza w Stanach Zjednoczonych, w stanie Karolina Północna, w hrabstwie Currituck.